# Tjeck Magazine
Tjeck Magazine (ISSN 1601-0043) er et dansk tidsskrift for unge, der er udkommet månedligt fra Lynx Media og Dansk Magasin Produktion siden 1997, dog med godt et års pause fra medio 2010 til medio 2011. Det kendte ungdomsmagasin lukkede i forbindelse med udgiveren Vermøs konkurs medio 2010. Men i 2011 blev Tjeck Magazine købt af virksomheden Falkenberg v/ Kristian Falkenberg og efterfølgende relanceret af det nystiftede selskab Tjeck Media ApS.
Tjeck  Magazine er i perioden 1991-2011 blevet udgivet 218 gange.
Bladet udgives i dag af Magasinhuset i Vejle.